# The Sure Thing
The Sure Thing is een Amerikaanse romantische komedie uit 1985, geregisseerd door Rob Reiner, met in de hoofdrollen John Cusack, Daphne Zuniga, Viveca Lindfors en Nicollette Sheridan.

## Verhaal
De laatstejaarsstudenten Walter "Gib" Gibson (John Cusack) en zijn beste vriend Lance (Anthony Edwards) vieren het feit dat ze naar de universiteit gaan, maar Gib kan alleen maar treuren omdat hij niet meer bij vrouwen in de smaak valt. Lance vertrekt naar UCLA terwijl Gib naar een universiteit in New England gaat. De twee houden contact, maar Gibs geluk is niet veranderd. Zijn poging om de ambitieuze Alison Bradbury (Daphne Zuniga) te verleiden door haar te overtuigen om hem bijles Engels te geven loopt faliekant af, waardoor ze niets meer met hem te maken wil hebben. Uiteindelijk krijgt hij een telefoontje van Lance die hem vertelt dat hij Gib tijdens de kerstvakantie aan een mooi meisje (Nicolette Sheridan) gekoppeld heeft, een "sure thing" die gegarandeerd met hem naar bed wel. Al wat Gib moet doen is tijdig in Californië geraken.
Gib versiert een lift richting Californië in de auto van Gary Cooper en Mary Ann Webster, maar dan blijkt dat Alison ook in de auto zit, op weg naar UCLA om haar vriend te bezoeken. Het gekibbel tussen Gib en Alison wordt Gary uiteindelijk te veel en hij laat ze achter aan de kant van de weg in niemandsland. Alison lift vervolgens mee met een man van middelbare leeftijd die probeert om haar seksueel lastig te vallen, maar Gib redt haar uit zijn klauwen. De twee besluiten om samen verder te reizen.
De trip verloopt vlot, totdat Alison ontdekt dat ze haar agenda en geld in een motel heeft laten liggen. Niet veel later zijn de twee bijna ten einde raad van honger en vermoeidheid, totdat Alison zich realiseert dat ze een noodcreditcard van haar vader heeft. Dankzij de creditcard kunnen ze in een luxe hotel verblijven, waar ze zichzelf op een uitgebreid diner trakteren. De volgende ochtend wordt Alison wakker in de armen van Gib, wat ze helemaal niet erg vindt, maar hij schrikt van de situatie en verzekert haar dat hij geen slechte bedoelingen heeft.
Terwijl ze meeliften met een vrachtwagen, hoort Alison hoe Gib aan de chauffeur uitlegt dat hij de reis maakt om zijn "sure thing" te ontmoeten. Bij aankomst op de UCLA campus neemt Alison boos afscheid van Gib. Die avond gaat Gib naar een kerstfeestje om zijn "sure thing" te ontmoeten. Ondertussen verveelt Alison zich bij Jason en besluit ze hem mee te slepen naar hetzelfde feest. Alison en Gib zien elkaar, maar hun wederzijdse jaloezie neemt de overhand. Daarop neemt Gib zijn "sure thing" mee naar Lance's kamer, maar hij kan niet stoppen met aan Alison te denken.
Terug op de campus in New England na de kerstvakantie voelen Alison en Gib zich duidelijk ongemakkelijk in elkaars buurt. In hun Engelse les leest professor Taub (Viveca Lindfors) een essay voor van Gib, waarin hij zijn nacht met zijn "sure thing" beschrijft. Het meisje in het essay vraagt de hoofdpersoon of hij van haar houdt, maar voor het eerst realiseert hij zich dat het niet alleen maar woorden zijn en dat hij niet met haar naar bed kan. Alison realiseert zich wat er die nacht echt is gebeurd, ze vertelt Gib dat zij en Jason uit elkaar zijn gegaan en ze kussen elkaar.

## Rolverdeling
| Acteur              | Personage           |
| ------------------- | ------------------- |
| John Cusack         | Walter "Gib" Gibson |
| Daphne Zuniga       | Alison Bradbury     |
| Nicollette Sheridan | "The Sure Thing"    |
| Viveca Lindfors     | Professor Taub      |
| Anthony Edwards     | Lance               |
| Tim Robbins         | Gary Cooper         |
| Boyd Gaines         | Jason               |
| Lisa Jane Persky    | Mary Ann Webster    |
| Carmen Filpi        | Bus Station Bum     |
| Fran Ryan           | Lady in Car         |
| Larry Hankin        | Trucker             |
| Sarah Buxton        | Sharon              |
| Robert Bauer        | Moke                |

## Release en ontvangst
De film ging in première op 1 maart 1985 en scoorde goed, met een totale opbrengst aan de kassa van meer dan 18 miljoen dollar.
Ook de critici waren lovend over de film vanwege zijn traditionele komische structuur, waarbij sommigen de film vergeleken met een moderne versie van Frank Capra's It Happened One Night uit 1934, hoewel Reiner zelf verklaarde dat de parallellen tussen de twee films louter toevallig zijn.
De film behaalde een score van 86% (36 recensies) op Rotten Tomatoes, met een gemiddelde score van 6,9/10. Op Metacritic kreeg de film een score van 76% (18 recensies), wat duidt op "over het algemeen gunstige recensies".